# Finnische Badmintonmeisterschaft 1960
Die Finnische Badmintonmeisterschaft 1960 fand in Helsinki statt. Es war die sechste Austragung der nationalen Titelkämpfe von Finnland im Badminton.

## Titelträger
| Disziplin    | Sieger                            |
| ------------ | --------------------------------- |
| Herreneinzel | Kaj Lindfors                      |
| Dameneinzel  | Maritta Petrell                   |
| Herrendoppel | Lars Palmén Kaj Österberg         |
| Damendoppel  | nicht ausgetragen                 |
| Mixed        | Kaj Lindfors Ann-Louise von Essen |